# 이천 설봉산성
이천 설봉산성(利川 雪峯山城)은 대한민국 경기도 이천시 사음동에 있는 백제시대의 성곽이다. 2000년 9월 16일 대한민국의 사적 제423호로 지정되었다.

## 개요
설봉산은 이천의 진산(鎭山)으로, 이 산의 7∼8부 능선, 속칭 칼바위를 중심으로 한 약 3만여 평에 달하는 고원지대가 바로 옛 산성터이다.
계곡을 감싸안고 쌓은 포곡식(包谷式) 산성으로, 성벽은 대부분 흙으로 쌓았으나 돌로 쌓은 석축도 군데군데 있다. 석축은 대부분 무너져 내렸거나 매몰되고 있는데, 아직도 정상 아래 부분에는 3∼10m의 석축의 흔적이 뚜렷한 형태로 남아 있는 곳도 있다.
이 일대에서는 석축·석편·토기편은 물론, 건물터 임을 알리는 정면 9m, 측면 6.30m의 인공 주춧돌 9개가 정연히 배치되어 있어, 이 곳이 웅장한 규모의 삼국시대 산성터 임을 알려 준다. 정상 밑 서쪽 능선 평평한 부분에는 주춧돌이 원형대로 남아 있어 장대지(將臺址)로 추정되며, 군기(軍旗)를 꽂았던 홈을 판 바위와 돌싸움에 사용되었던 것으로 보이는 돌무더기도 3곳 남아 있다. 또 산성의 필수요건인 우물터 2곳, 수구와 인접한 북문의 흔적도 남아 있다.
축성연대는 대략 고구려가 백제를 쳐서 한강 이남을 점유하고 이 곳에 처음으로 남천현(南川縣)을 설치한 고구려 장수왕 63년(475)에서 신라·백제세력이 이 곳을 다시 수복하던 신라 진흥왕 12년(551)사이에 고구려군이 쌓은 성으로 추정되기도 한다.
산의 정상에 서면 주변 지역이 한눈에 들어와, 삼국시대부터 치열한 세력 다툼이 있었던 중요한 군사적 요충지대의 역할을 하였던 성으로 여겨진다.

## 같이 보기
- 설봉산

## 참고 자료
- 이천 설봉산성 - 국가유산청 국가유산포털